# Acrias coniceps
Acrias coniceps är en stekelart som beskrevs av Boucek 1988. Acrias coniceps ingår i släktet Acrias och familjen finglanssteklar. Inga underarter finns listade i Catalogue of Life.